# A hobbit cselekménye
A hobbit (angolul The Hobbit, Szobotka Tibor 1975-ös fordításában A babó) J. R. R. Tolkien angol író elsőként kiadott regénye (A Gyűrűk Ura előzménykönyve). A könyv cselekménye az alábbiakban annak eredeti fejezeteinek tagolásában kerül bemutatásra.

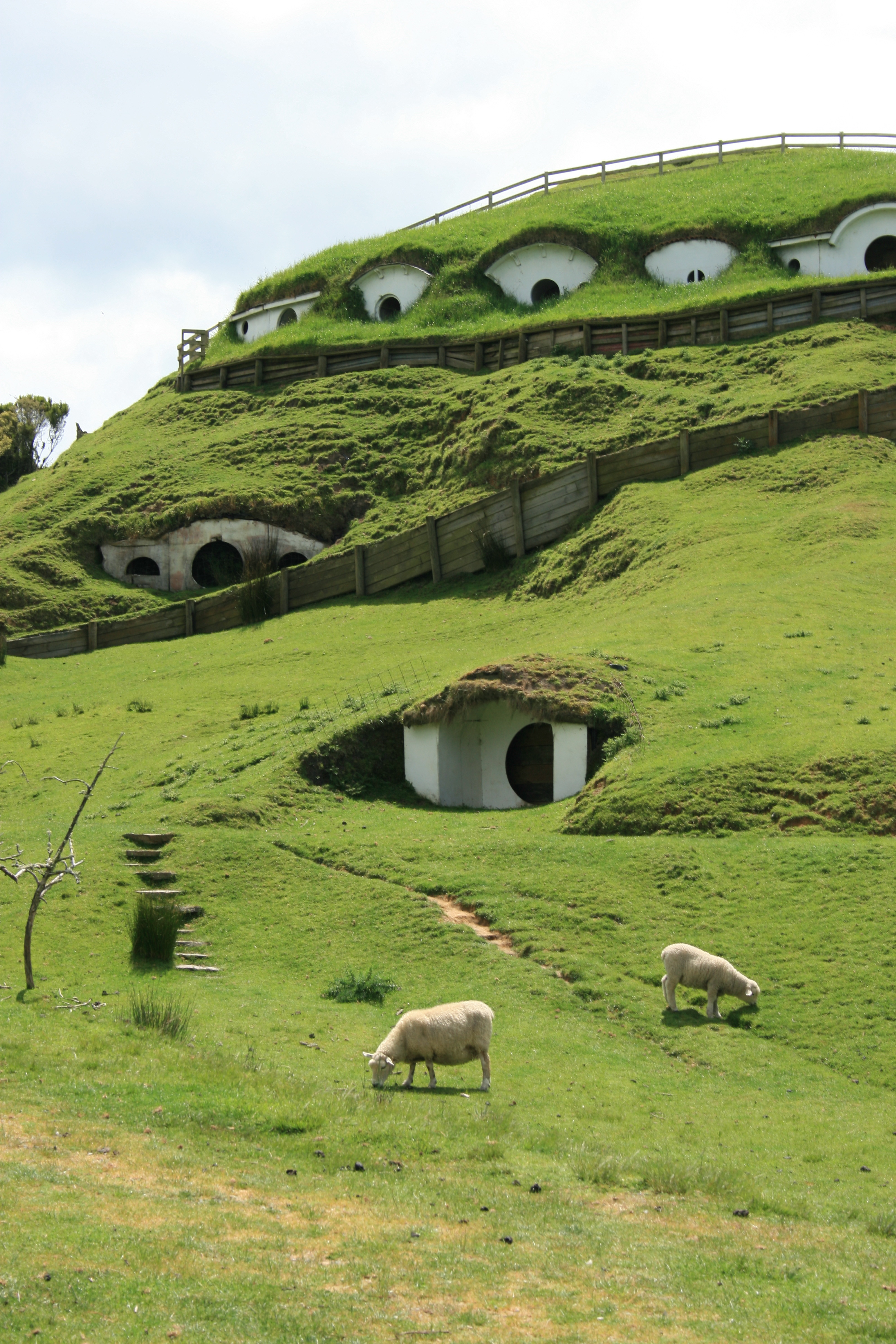
Hobbitfalva - a Gyűrűk Ura c. filmhez készített díszlet

## Váratlan társaság
A főhős Bilbó, a jómódú, de szerény kis hobbit (babó), egy kis, mintegy félembernyi magas, hosszú lábfejet és azon dús szőrzetet viselő, föld alá épített házakban élő és a kalandoktól általában iszonyodó, földjeit békésen művelgető nép tagja. Egy nap meglátogatja anyja (Belladonna Tuk, a hobbitátlagtól eltérően kalandozó-utazgató tagokat is felmutató Tuk nemzetségből) családjának jó barátja, Gandalf, a szürke köpenyes, hosszú, ősz szakállú, bölcs vándor mágus (varázsló) (akire Bilbó már alig-alig emlékszik). Gandalf (udvariasan, de zavarbaejtően magabiztosan) egy közelebbről meg nem határozott, ám nyilvánvalóan veszélyes vállalkozáshoz szeretné résztvevőként megnyerni, a hobbit azonban nem áll kötélnek, kárpótlásul és a mágus különös viselkedése miatti zavarában meghívja egy későbbi időpontban teára. Gandalf nemcsak szaván fogja Bilbót, ráadásul nem is egyedül állít be, hanem tizenhárom törp (törpe) társaságában.
Gandalf és a törpök (noha utóbbiak nem igazán látják alkalmas tettestársnak Bilbót, csak Gandalf ajánlására fogadják fel), beavatják a hobbitot tervükbe. A törptársaság vezetőjének, Tölgypajzsos Thorinnak apja, Thráin a Magányos Hegy mélyén, a törpök egyik nagy és gazdag településén (Hegymély, más néven Erebor) éldegélt, mígnem kincseikre szemet vetett a messzi északi sárkányok legmohóbbika és leggyilkosabbika (egyben utolsó életben maradt képviselője), a Nagy Smaug. Smaug lemészárolta a törp lakosok nagy részét, csak Thorin apja és nagyapja (Thror) menekült meg egy titkos kijáraton. Thráin egy vakmerő, ismeretlen célú és balul sikerült vállalkozásra indult, amibe belebukott. Gandalf már csak a gonosz és nagy hatalmú Feketemágus (A Gyűrűk Urában Szauron) északi erődítményének, Dol Guldurnak a pincebörtönében találkozott az akkorra félig elborult elméjű, haldokló törppel, s az ő homályos kérésére kutatta fel fiát, Thorint, s adta neki apja térképét a Magányos Hegyről. A törpök arra készülnek, hogy visszafoglalják tulajdonukat a sárkánytól. Bilbó először megrémül de a maga számára is érthetetlen módon, végül felülkerekedik benne anyja családjának, a nyughatatlan Tukoknak vére, s csatlakozik hozzájuk mint „hivatásos betörő”, szebb szóval, „kincskereső”.

## Birkasült

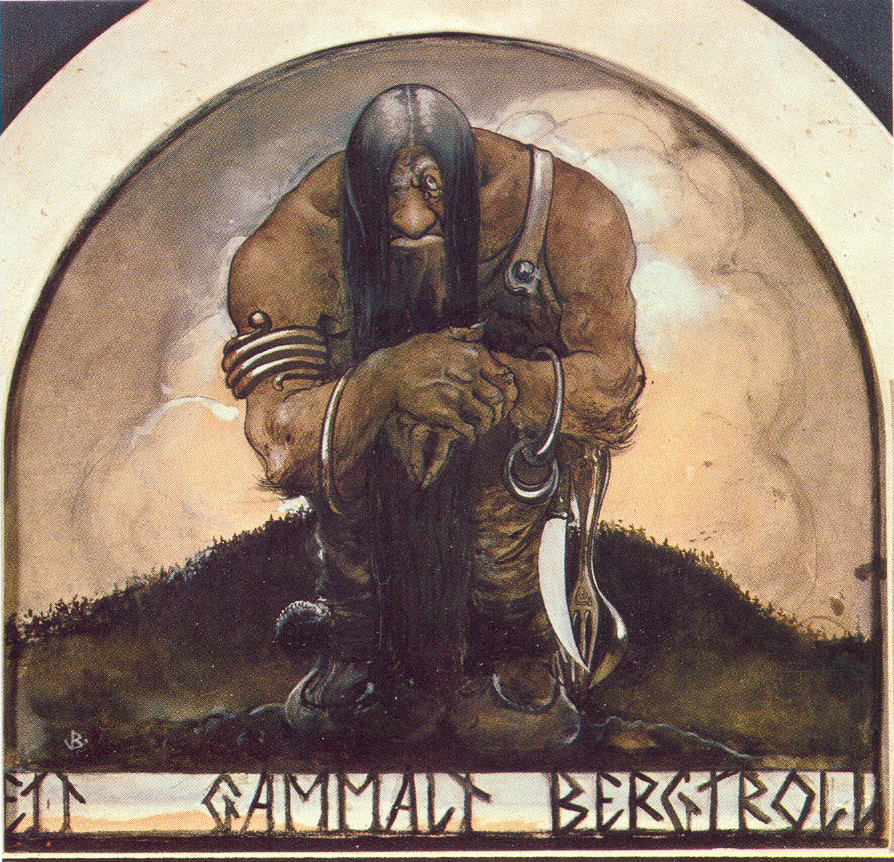
Hegyi troll – John Bauer rajza 1904-ből

Elhagyva a lakott vidéket, a hegyekből lejött trollok karjaiba futnak. Míg Gandalf előremegy felderítőnek, Berci, Vili és Tóni, a három troll elfogják a hobbitot, majd sorra a törpöket is – Thorint a legnehezebb, ő megégeti a tűzhelyükből kivett égő husánggal kettejük arcát – és azon tanakodnak, hogyan készítsék el őket, ételnek. Gandalf időközben észrevétlenül visszatér, és a tompa eszű trollok hangját utánozva, állandó vitát és veszekedést kavar köztük, mígnem a hajnal első sugarai hirtelen átvillannak a környező fák koronáján, és („amint ez köztudott”), ilyenkor a trollok kővé válnak. A trollok nem messze lévő lyukában némi kincset is találnak, köztük két remekmívű és értékes kardot: az egyiket, Orcristot („ork-szabdaló”) Thorin veszi magához, a másikat, Glamdringot („az ellenség pörölye”, egykor Gondolin királyának kardja volt) pedig Gandalf. Bilbó is magához vesz egy tündék készítette trollkést, ami számára felér egy rövid karddal (amit a 8. fejezetben Fullánknak keresztel majd el. Pengéje kéken ragyog, ha orkok (manók) vannak a közelében).

## Rövid pihenő
Elhagyva a trollföldet, Völgyzugolyba (Rivendell), az Utolsó Otthonos Házba érkeznek, ahol a nemes és bölcs féltünde (emberi és tünde (tündér) felmenőkkel is rendelkező lény), Elrond az úr. A nagy tudású úr fedezi fel Thrain térképén a „holdbetűkkel” (ithildin) írt rúnákat:
„Ne mozdulj a barna kőtől, amikor a rigó kopogtat, és a lenyugvó nap fénye Durin Napjának utolsó sugarát a kulcslyukra fogja vetni”.
E szavak értelme a 11. fejezetben világosodik majd meg.

## Hegy felett és hegy alatt[10]
E fejezetben Völgyzugolyból a Ködhegység (Ködös Hegyek) felé veszi az irányt a törptársaság. A hegyek tetején iszonyú viharba kerülnek, menedéket lelnek egy száraz barlangban, melyet két fiatal törp fivér (Fili és Kili) talált. A társaság elalszik. Bilbónak rossz álmai vannak, és az egyik igaznak bizonyul: a barlang falán kinyílik egy rejtekajtó, és gonosz orkok nyomulnak a sziklarésbe, elfogva törpöt, pónit és hobbitot. Bilbónak azonban félálmában van ereje egy rikkantásra, ennek hatására Gandalf felébred, egy robbanás közepette eltűnik; s nem fogják el. Az orkok a  Nagy Manó (Óriáskobold) elé viszik a foglyokat, aki, minthogy megtalálja Thorinnál a Gondolin ostromakor orkok ezreit lemészárló kardot, az Orcristot, utasítást ad felkoncolásukra; azonban Gandalf – aki észrevétlenül követte az orkcsapatot, és érkezett a barlangba – az ott égő tűzbe valami robbanószert dob, a főnököt ledöfi; a keletkezett zűrzavarban elmenekülnek. A menekülő törpök a lassú Bilbót felváltva cipelik a hátukon. Az orkok azonban gyorsan utolérik őket, a Bilbót cipelő törpöt, Dorit elfogják, Bilbó pedig egy hosszú alagútba gurul.

## Talányok a sötétben[11]

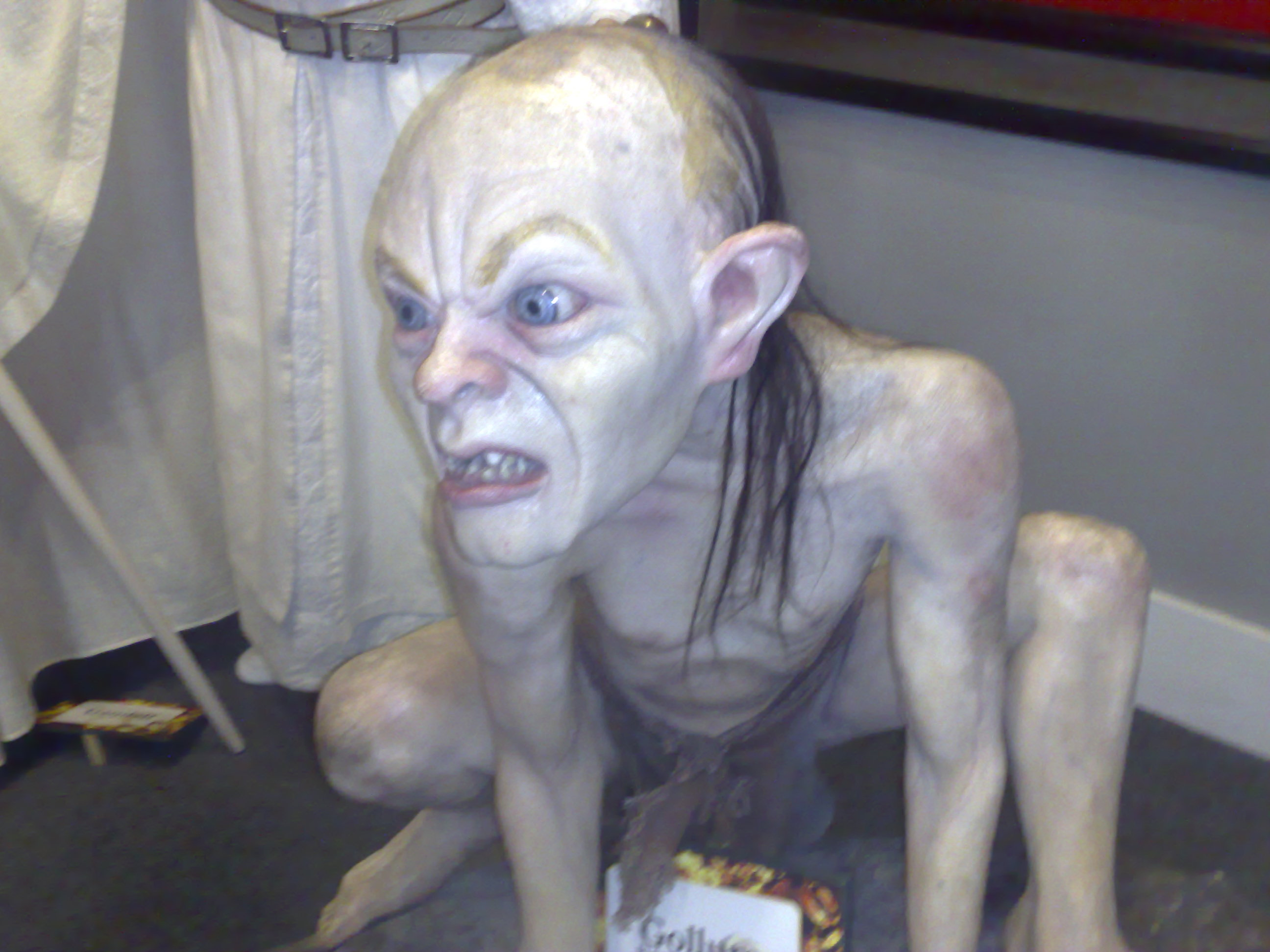
Gollam alakja A Gyűrűk Ura-filmekből

Az alagútban, ahová esett, a manók elől lefelé menekülve találkozik Bilbó Gollammal (Nyelem), egy furcsa, iszamos, nagylábú, keskeny arcú és nyakú, nagy sárga-zöld szemű, kicsi, de erős lénnyel, akit népe száműzött, s aki a barlang hideg tavának közepén egy sziklaszigeten lakik, nyers halakkal és néha-néha elfogott manókkal táplálkozva. Magát és néha másokat „drágaszágomnak” („szívem szottya”) nevezi, a Gollam nevet onnan kapta, hogy torkából időnként nyeldeklő, gurgulázó hangok törnek elő. Félnek egymástól (Gollam alig nagyobb, mint Bilbó, de nála jóval erősebb; kinek azonban kardja van), udvariasságból találós kérdéseket tesznek fel egymásnak. Gollam aztán azt ajánlja, hogy az veszítse el a játszmát, aki nem tudja megfejteni a fejtörőket, s ha Bilbó veszít, Gollam felfalja, ha meg Gollam veszít, meg kell mutatnia a biztonságos kivezető utat a barlangból.

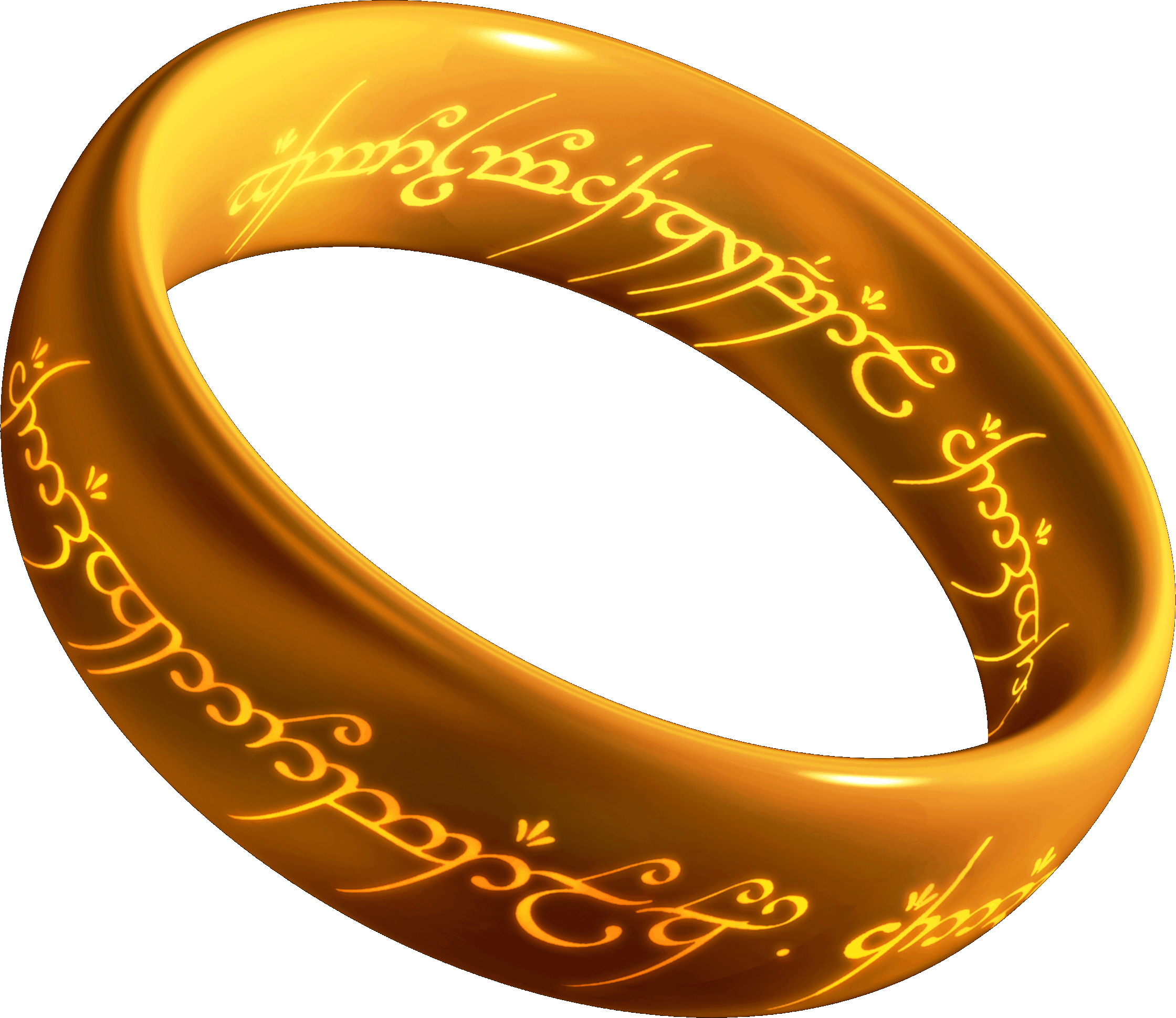
Ez volt Bilbó zsebében…

Bilbó végül – bár eredetileg nem találós kérdésnek szánta – azt kérdezi Gollamtól: „Mi van a zsebemben?”. Gollam eleinte berzenkedik a szabálytalan kérdés ellen, de Bilbó utóbb ragaszkodik hozzá, s Gollam találgatni kezdi, de eredmény nélkül. Bilbó zsebében az a gyűrű van, amit a járatban talált, s amit Gollam vesztett el, s ami viselőjét láthatatlanná teszi, ha az ujjára húzza. Gollam azt tervezi, hogy visszamegy a szigetére, ahol a gyűrűjét tartja, felhúzza és láthatatlanul megöli Bilbót. Tervének első részét végre is hajtja, de rá kell jönnie, hogy Bilbó zsebében épp az ő gyűrűje lapul, amit valahol elveszthetett. Bilbó látva, hogy Gollam ígérete ellenére a zsebének tartalmára vonatkozó kérdésekkel zaklatja, majd otthagyja őt, megsejti, hogy rosszat tervez, és menekülni kezd. Közben megbotlik a sötétben, a kezében tartott gyűrű az ujjára kerül, ezáltal láthatatlanná válik. Az őt kereső Gollamot követve kitalál a járatból, a kijáratot azonban a bosszúért lihegő manók őrzik. A gyűrű közben lecsúszott az ujjáról (rögtön elárulván Bilbót), s az ellenség észreveszi. A fáradt Bilbó nem menekül, zsebre dugott kézzel várja, hogy elfogja a túlerő, közben, ahogy kellemetlen helyzetekben szokta, a zsebében kotorászik. A gyűrű ismét az ujjára kerül, s eltűnik. Így megmenekül, mert az orkok, bár látják, hogy árnyéka felfogja a barlangba eső napfény egy részét, nem követik a külvilágba, hiszen nem bírják a napfényt (szédelegnek és elgyengülnek tőle).

## Cseberből vederbe
Bilbó a Ködhegység (Ködös Hegyek) túloldalán bukkan elő, és rálel a törpökre (teljes létszámban, még Dori is velük van, akit társai végül kiszabadítottak az orkok karmai közül, bár Gandalf a sötétben és zűrzavarban majdnem az ő fejét is lenyeste a Glamdringgal). Gandalf épp arra próbálja rávenni őket, hogy menjenek vissza az orkbarlangba és bizonyosodjanak meg Bilbó hogyléte felől, de a veszélyes vállalkozás – amire a törpök nemigen hajlandóak – szerencsére fölöslegesnek bizonyul, hisz Bilbó lehúzza ujjáról a gyűrűt, és mindannyian láthatják: épségben van.
Így hát gyorsan felkerekednek, mert tudják, ha leszáll az est, a manók előbújnak üldözésükre, hogy bosszút álljanak vezérükért. Ám vargokba (warg) botlanak, s kénytelenek előlük fákra mászni. Így lelnek rájuk az orkok. Hogy bosszút álljanak, azt tervezik, rájuk gyújtják a fákat, és röhögve gyönyörködnek benne, ahogy ellenségeik maroknyi csapata elevenen megsül. Szorult helyzetükből az északi hegyvidék nemes sasai mentik ki őket, akik időtlen idők óta tesznek keresztbe az ork-terveknek.

## Fura szállások
Elköszönve a sasoktól és a Sasok Urától, a törpök Gandalf tanácsára Beorn, a tekintélyes, rejtélyes, félelmetes, de ha fel nem mérgesítik, általában jószándékú „bőreváltó” (fekete hajú-szakállú, nagydarab ember, illetve nagy erejű medve alakját is képes felvenni) háza felé igyekeznek, akinek nyája, ménese, méhei és egyéb jószágai messze földön híresek, noha ő maga nemigen eszik húst semelyik alakjában, inkább tejet és mézet. Gandalfot (aki a szintén mágus Radagast révén ismeri Beornt, hírből), a törpöket és Bilbót megvendégeli Beorn, állatai (agarak, bárány, póni) szolgálják ki őket. A társaság nála tölt még két éjszakát, aztán a Bakacsinerdő (Setéterdő) felé veszi az irányt. Ennek küszöbén, mikor útjuk minden eddiginél is veszélyesebb szakaszához érnek, Gandalf elválik tőlük, mert fontos dolga akadt nyugaton (ld. 19. fejezet).

## Legyek és pókok
Ezek után a törptársaság megmaradt tagjai egy ösvényt követve bemerülnek a setét Bakacsinerdőbe; amelyet már a kezdet kezdetén gyűlölnek. Esténként szemeket látnak a sötétben (az éjszakák olyan koromfeketék, hogy egyebet nem lehet látni), ha tüzet raknak, kellemetlen, tenyérnyi nagyságú óriás éjjeli szenderek tömege és denevérek zavarják őket. Egyszer csak egy folyó állja útjukat (Beorn óvta őket attól, hogy vizéből igyanak, mert varázslat van benne); a túlparton egy csónak, melyet horoggal áthúznak és áteveznek vele. A túlpartra átkelve egy fekete őz rohan nekik, feldönti őket (a folyóba lökve a kövér törpét, Bomburt), ezért lenyilazzák. Vadászkürt és kutyacsaholás hangját is hallják; nyilaikat egy fehér őztehénre és fehér borjaikra pazarolják. Tovább vándorolva, nap nap múltán élelmük erősen fogytán van, éheznek. A sötétben néha fényeket látnak, melyeket hasztalanul követnek, mikor elérnék, kialszanak. Bilbót egyszer Thorin belöki egy ilyen fénykörbe; s az menten elalszik, jó vacsoráról és vendégségről álmodik. Egyszer csak meglátják, mi okozza a fényeket: tündérek lakomáznak, de közelükbe érve, eltűnnek, teljes lesz a vaksötét, ők elveszítik az utat, a társaságot pedig beszélő, félig-meddig értelmes óriáspókok támadják meg. Az egyik hálójába Bilbó belekavarodik, de kardjával kiszabadítja magát, és megöli a zsákmányának védekezési módszereiről mit sem sejtő, gyanútlanul közeledő pókot. Ekkor nevezi el a kardot Fullánknak. Rátalál a törpökre is, a pókok befonva felakasztották őket a fák ágaira, és épp azon tanácskoznak, hogyan egyék meg őket, egyikük épp készül felfalni Bomburt, a legkövérebb törpét. Bilbó a rájuk dobált kövekkel (ha egy hobbit követ vesz a kezébe, jobb fedezéket keresni) megöl vagy elkábít egyeseket, és gúnydalokat énekelgetve maga után csalja őket (többször ismételve a Görbeláb kifejezést, ami valamiért iszonyatosan dühössé teszi a pókokat), hogy ne bántsák a törpöket. A varázsgyűrű miatt a pókok nem látják, de hangját hallva és a kardjának pengéjét időnként látva, megpróbálják bekeríteni. Mégis sikerül elcsalnia a pókokat a törpéktől, magának visszatérnie hozzájuk és kiszabadítani őket. Az újra támadó, puha testű és a kardok ellen elég védtelen pókok közül sokakat megölnek, órákig tartó öldöklő küzdelem kezdődik, mígnem üldözőik feladják a harcot. Csak nagy sokára veszik észre, hogy Thorin, a vezetőjük hiányzik.
Thorint szerencsére nem a pókok, hanem az erdei tündék fogták el, még mielőtt a pókok támadtak volna; s barlangjukba viszik a törp vezért, a királyuk elé. Ezek a tündék nem gonoszak, de az idegenek iránt teljességgel bizalmatlanok (ami nem is csoda, tekintve, milyen gonosz helyen élnek), a királyukban pedig van bizonyos fokú kapzsiság. Ezt Thorin is tudja, ezért nem hajlandó beszámolni a királynak a társaság céljairól, aki viszont úgy dönt, hogy megkötözi és fogdába csukatja a törpöt, amíg el nem mondja, mi járatban van.

## Elszabadult hordók
A kifáradt, menekülő törptársaság maradék tagjait is foglyul ejtik az íjas-dárdás erdőtündék. Bilbó felhúzza a gyűrűt, így őt nem kötözik meg. A törpök is hallgatnak úticéljukról, ezért a király őket is fogdába csukatja, e két nép egyébként sem kedveli nagyon egymást. Egy-két hetet töltenek a barlangban, míg a settenkedő Bilbó felfedezi, hogy a barlangnak van egy kijárata a főkapun kívül: egy nyílás, melyen át egy barlangi folyó ömlött a felszínre, majd később a Hosszú-tóba igyekvő Erdei-folyóba; a nyílás előtti raktár pedig tele van hordókkal. A király ugyanis szereti a bort, amelyet délen élő rokonaitól vagy az emberektől vízi úton hozat. A kiürült hordókat a tündék egyszerűen leúsztatják a folyón a Hosszú-tó felszínére épült Tóvárosig (Esgaroth).
Bilbó kiszabadítja a törpöket, és az üres hordókba bújnak, melyeket a tündék – bár feltűnik nekik, egyes hordók milyen súlyosak – az épp kissé másnapos Galion főpohárnok vezetésével vízre bocsátanak. Átkozottul kényelmetlen úton (a hordók egyikébe-másikába víz szivárog, Bilbó az egyik tetején lovagol, ami leginkább olyan érzés, mint „kantár és nyereg nélkül meglovagolni egy kövér pónit, mely ráadásul egyébre sem gondol, mint hogy meghengergőzzék a fűben”), átázva és megfázva menekülnek ki a fogságból.

## Szíves fogadtatás
A törptársulat Tóvárosba érkezik, a Város Ura gyanakvóan, de a nép nagy örömmel fogadja a törpkirályok visszatértét, mivel egykor barátságban éltek a törpökkel (mielőtt a sárkány elpusztította volna Völgyvárost, a régi embertelepülést); gyümölcsöző kereskedelmi kapcsolatokat ápolva, és az sincs ellenükre, hogy az állandó fenyegetést jelentő, bár évtizedek óta nyugalomban élő Smaugot elpusztítsák (a legtöbb ember, különösen a fiatalok, nem is igen hiszik, hogy létezik). A város segít felkészülni a vállalkozásra a törpöknek, akik két hét elmúltával elindulnak,  Bilbó mérhetetlen bánatára.

## Az ajtólépcsőn
Három napig tart, míg a társaság végigevez a Hosszú-tavon és a nagy Folyó-folyón a Magányos Hegy sárkánypusztította vad környékéig. A Magányos Hegy egyik nyílásából füst és pára száll fel, annak jeleként, hogy a sárkány gyakran tartózkodik odabent. Napokig tart, míg a törpök felderítik a terepet, és megkeresik a titkos ajtóhoz vezető ösvényt. A rejtekajtót megtalálják ugyan, de sem jelszóval, sem erőszakkal nem tudják kinyitni, mert nem értik a nyitját. A törp óév utolsó hetének első napja előtti napon, mikor a Nap a horizont alá hanyatlik, és feljön a keskeny újhold, Bilbó épp a kapu titkán töpreng, mikor a szemközti szürke kövön kopogást hall. Egy rigó veri szét táplálékának, a hegyen tömegben élő csigának a házát. Bilbó izgatottan, az óvatosságról megfeledkezve szólítja a törpöket, emlékezve Elrond szavaira (ld. 3. fejezet). És valóban: a rejtekajtón nyílás támad, melybe épp beleillik Thorin kulcsa, amit a térképhez kapott.

## Bizalmas értesülések
Bilbó, mint a csoport szakbetörője, felderítés céljából leoson a rejtekjáraton a hortyogó sárkány odújáig. A hatalmas, a sötétben izzásával világító, égető leheletű, arany-vörös színű szárnyas féreg nem ébred fel, miközben Bilbó, bizonyítékul, hogy valóban ott járt, ellop egy szerényebb kancsót a számtalan kincs közül, melyeken a sárkány hentereg. A törpök nagyon megörülnek. A sárkányok azonban az utolsó unciáig számontartják, mennyi kincsük van, és mikor felébred, Smaug iszonyú haragra gerjed, elpusztítja a törpök táborhelyét, szétkergeti pónijaikat és három kivételével felfalja azokat. A rejtekalagútba menekült és ott rekedt törpök összezavarodnak, és Bilbónak azt vetik szemére, hogy túl hamar lopott, ezzel haragra gerjesztve a férget. Bilbó pedig azt hányja szemükre, hogy őt betörőnek és nem harcosnak szerződtették, és a törpök valójában sosem rendelkeztek komoly tervvel arra nézve, hogyan szabadulhatnának meg a sárkánytól (ami vállalkozásuknak mindig is az Achilles-sarkát jelentette).
Bilbó tart tőle, hogy a sárkány már tudja, hol rejtőznek, és megpróbálja őket elpusztítani. Ezért vállalja, hogy a láthatatlanná tévő gyűrűt használva újra lemászik a sárkány termébe, megnézni, mire készül. Az alvást most már csak tettető Smaug, bár látni nem látja, a hobbitszagot megérzi, sőt azt is kiszimatolja (illetve az elpusztított pónik számából leszűri), hogy Bilbó tizennégy törp társaságában érkezett a Hegyhez. Smaug Bilbó, a „tolvaj” nevét és lakhelyét kérdezi, de Bilbó nem ostoba elárulni, ehelyett dicséri a sárkány pompás termetét és páncélzatát (a sárkányok mind betegesen hiúak), és csak talányokban hajlandó beszélni (a sárkányok éles eszűek, s mértéken felül rajonganak a rejtvényekért): „Én vagyok a láthatatlan vándor. Én vagyok a nyomravezető, a hálónyiszáló, a fullánkos légy, a szerencsés szám választottja vagyok. Én vagyok, aki élve temeti el barátait, s vízbe fojtja, majd a vízből ismét élve húzza elő. A zsák végéből jöttem, de soha a zsák végében nem ragadtam. A medvék barátja és a sasok vendége vagyok, Gyűrűnyerő és szerencsehozó meg Hordólovas is.” Elárulja a sárkánynak, hogy céljuk nemcsak a kincsszerzés, de a bosszúállás is, amit a féreg kinevet, és reménytelennek ítél. Hiszen ifjú és sebezhető korában a legnagyobb harcosokkal is elbánt, köztük Girionnal, Völgyváros urával, s páncélzata azóta csak keményedett, ráadásul teste súlyánál fogva drágakövek és aranylemezek is tapadtak hozzá. A hízelgő, és véderejében kételkedő Bilbónak megmutatja „vaspikkelyekkel és drágakövekkel védett” mellrészét is, de Bilbó felfedezi, hogy „a vén barom” bal mellrésze teljesen csupasz, védtelen. Végül egy tréfával köszön el Smaugtól, amit az kis híján végzetes tűzokádással honorál.
A Hordólovas kifejezést Bilbó szinte kimondása pillanatában megbánja. Nemcsak az éles eszű sárkány következtet ebből arra, hogy Tóváros segítette a csapatot, de Bilbó szerint a környéken még „egy vak nyulat” is csak a tavi emberekre emlékeztetne.
Majdnem balul sikeredett felderítőútjáról Bilbó a rejtekajtó előtt számol be a törpöknek. A kopogó rigó is hallgatja őket, Bilbónak az az érzése, hogy hallgatózik. Ebben Thorin is megerősíti, de figyelmezteti a rigóra követ hajító hobbitot, hogy ezek a madarak tisztességesek, varázserejük van, a törpökkel mindig barátságban éltek, a kezükből ettek, és híreket szállítottak Völgyváros és Tóváros között az embereknek, akik értik a beszédüket. Thorin nem is téved: a rigó kihallgatja Bilbó beszámolóját, és a megtudottak hírét Tóvárosba viszi.
Beszámolója végén Bilbó ismét figyelmezteti a törpöket, hogy tart a sárkány bosszújától, amit nem lenne tanácsos nyílt terepen megvárni. A törpök szerencsére hallgatnak rá, a merész hobbit különben is nagyot nőtt a szemükben azóta, hogy zsáklaki otthonában visítva tiltakozott a vállalkozásban való részvétel ellen. Bilbó gyanúja beigazolódik: nem sokkal azután, hogy bemásznak a rejtekjáratba és bezárják az ajtót (amit belülről nem tudnak kinyitni, nem ismerik a módját), a sárkány megérkezik, és végigpusztítja a hegyoldalt.

## Nincs idehaza
Míg Smaug útban van, hogy elpusztítsa Tóvárost, a törpök Bilbó unszolására kirajzanak az egyáltalán nem állandó ott-tartózkodásra tervezett rejtekjáratból a sárkány kincsestermébe. A terepet már többé-kevésbé ismerő Bilbó, míg a törpök nem látják, a Hegy legnagyobb kincsét, a legpompázatosabb és legnagyobb drágakövet, az Arkenkövet (Őskő) veszi magához, pedig tudja, hogy Thorin azt tartja mindennél többre, nemcsak értéke miatt, hanem azért is, mert az apjáé, s őseié volt. Ez a szerződése és Thorin ígérete szerint egyébként jogos, mivel Thorin a zsákmány egytizennegyed részét ígérte Bilbónak a betörői munkaszerződésben, az életüket többször megmentő babónak pedig még azt is kijelentette, hogy részét maga választhatja ki – bár Bilbó érzi, hogy cselekedete, még ha jogszerű is, nem erkölcsös a törpökkel szemben, akik számára az Arkenkő nemcsak anyagi, hanem óriási érzelmi értéket is jelent („Most aztán valóban tolvaj vagyok” – gondolja). Látja, hogy míg a fiatal törpök (Fili és Kili) belemerülnek az aranyhárfákkal való játszadozásba és az idősek kardokat, páncélokat mustrálnak (a Féreg visszatérésére készülve) vagy zsebeiket kincsekkel tömik, Thorin csak fel-alá jár a kincshegyek között. Az Arkenkövet keresi.
Végül a törpök felöltik a terem falán függő páncélokat és fegyvereket, melyek egykor a Hegy emberek és tündérek számára készült fő kereskedelmi cikkét jelentették. Thorin egy egykori tündeherceg számára kovácsolt, mithrilből (ezüsttel ötvözött acél) készült páncélinget ajándékoz a hobbitnak – többet ér, mint a hobbitok egész országa, a Kerekország mindenestül. Ezután átvágnak a Hegyen, és az annak délnyugati oldalában található védett őrhelyen (ahol a Völgyvárosiak őrtornya/helye volt valaha) rendezkednek be.

## Tűz és víz
Smaug közben lecsap a tó fenekébe vert cölöpökre épült Esgarothra bosszúból, mert segítették a törpöket. Bár a tóvárost nem éri egészen készületlenül a csapás (egy lovas hírnök jelzi, hogy közeledik), azért nincs túl sok idő a felkészülésre sem, és Smaugnak végül sikerül nagy pusztítást végeznie, és az embereket menekülésre kényszerítenie. Végül csak egy csapat íjász küzd ellene, élükön Barddal, aki Girion, az egykor elpusztult Völgyváros királyának leszármazottja. Ekkor érkezik a 12. fejezetből már megismert „csigaforgató” fekete rigó, és megsúgja Bardnak a Bilbótól hallott értesülést, a sárkány mely testrészére kell lőnie. A nagy tiszafa íj és a belőle kilőtt, a régi időkben a Hegymélyben kovácsolt nyílvessző elvégzi feladatát: a sárkány halálos sebet kapva zuhan a városra, de végvonaglása teljesen elpusztítja. Ekkor hangzik fel először a kiáltás: „Bardot királynak!”. Ez később, miután a Város Ura kapzsisága miatt meghal (részesedik a törpök kincséből, de kapzsiságában semmit nem ad belőle a városnak, elvándorol és végül a vadvidék pusztáin hal éhen, maradék embereitől is elhagyatva), beteljesedik, és az újjáépült Völgyvárosban még később is az Íjas Bard dinasztiája (Gyűrűháború idején például Bard unokája) lesz trónon.
Ám, noha Bard jóval jellemesebb, mint a jelenlegi Város Ura; mégis, akárcsak az emberek (sőt, a tündék) egy nagy része, ő sem mentes teljesen a kapzsiságtól, meg a város újjáépítése és az emberekről való gondoskodás is költséges (a város népe hajléktalan lett, a holttestek miatt kitör a járvány, az éhínség és hideg is kínozza őket). Mivel úgy gondolja, Smaug elpusztította a szerencsétlen törpöket, és a Hegy kincse őrizetlen, csapatot szervez a megszerzésére. A lakosság rossz helyzete miatt a tündérkirály segítségét is kérnie kell (hiszen arannyal és drágakövekkel nem lehet jóllakni, sem takarózni; viszont rajta élelmet, házat vagy munkát lehet vásárolni). A király segíti őket, de komolyabb segítségért némi részt kér a kincsből, így elég nagy tünde- és embercsapat indul a Hegy megszállására.

## Gyülekező fellegek
A rigó a maga nyelvén értesíti az emberek érkezéséről és szándékairól a törpöket, ám, mivel szavait csak emberek értik, egy emberi és rigónyelven is beszélő holló (Carc fia Roäc) tolmácsolja szavait Thorinnak (régen a rigók és a törpök szövetségesek voltak, mindig ezek a madarak vitték a híreket a Hegymély királyának). Thorin csapatát már hatalmába kerítette a kincsek igézete, s nem szívesen fogadnák az embereket, akik négy nap elteltével hatalmas csapatban érkeznek. Thorin megkéri a hollót, értesítse rokonait, elsősorban a vasdomb-vidéki Daint szorult helyzetükről.
Bard tárgyalásokat kezd a törpökkel, hogy részesedést nyerjen a kincsből. Érvei vitathatatlanok. Hivatkozik arra, hogy Smaug nem csak a Hegy törpjeitől, de Völgyvárosból is rabolt kincseket, s az utóbbi népe örökösének Esgaroth emberei tekintendők. Hivatkozik arra, hogy a törpök felzavarta sárkány által elpusztított Esgaroth népe kártérítésre is igényt tarthatna, azonkívül arra, hogy a tündék fogságából menekülő törpöket az emberek az őket a tündékhez fűző jó kapcsolat ellenére sem adták ki, hanem jól bántak velük, sőt segítséget is adtak. Thorin válaszában nem zárkózik el sem a méltányos fizetség, sem a sárkánydúlás utáni segítség bizonytalan időpontban és módon való megadásától, de feltételül azt szabja, hogy az összes fegyveres (főképp a tündék) vonuljon el a Hegy környékéről, mert kényszer hatására egy vasat sem hajlandó juttatni senkinek. Az emberek erre nem hajlandóak, mire Thorin rálövet a kincs tizenketted részét követelő újabb követeikre. Az emberek és tündék ostromzár alá veszik a Hegyet, mondva, addig senki nem vonulhat sem be, sem ki, mígnem követeléseiket nem teljesítik. A törpök készletei már fogytán vannak, amúgy is napok óta cramon (kreksz) élnek, amit mindannyian rettenetesen unnak, különösen Bilbó.

## Éjszakai tolvaj
Bilbó nagy elhatározásra szánja el magát: gyűrűje segítségével megszökik a törpöktől, átmegy az ostromzáron, felkeresi Bardot, és átadja nekik Tharin Arkenkövét, hogy javítsa az emberek alkupozícióit. Nem szeretné, ha kitörne a háború holmi aranyért ennyi, alapjában véve jobb sorsra érdemes és hős ember, tünde és törp között, és magának végre „nyugalmat szeretne vásárolni”. A táborban Gandalffal is találkozik, aki megerősíti abban a sejtésében, hogy helyesen járt el. Gandalf a maga szokásos, rejtélyes módján utal rá, hogy olyan mindent eldöntő dolgok készülődnek, amit sem az emberek, sem a törpék nem sejthetnek, melyek látszólag nagy vészt hoznak, de jó esetben mindannyiuk számára a lehető legkedvezőbb befejezést jelenthetik.

## Megnyílnak az ég csatornái
A következő nap az emberek követei – köztük Gandalf – felkeresik Thorint az Őskővel, aki azonnal megígéri, hogy kiadja nekik a kincs egytizennegyed részét (ez az a rész, ami Bilbót illette volna, aki az Őskő „ellopásával” a maga részét bőven megkapta), Bilbót pedig dühében elzavarja. Megérkeznek a vasdombi törpök, Dáinnal az élükön, mintegy félezer, a moriai háborúban edződött és állig felfegyverzett törpharcos. Bard csapatmozdulataikból látva, hogy a föld feletti hadviselésben járatlanok, azonnal rájuk akar rontani, de a tündérkirály a legvégsőkig szeretné kerülni a harcot. Nem úgy a törpök, akik megindulnak előre.
Ebben a pillanatban azonban beteljesedik Gandalf jóslata. Újabb seregek érkeznek a Hegy kincséért: az orkok és vargok, vezérük az a Bolg, akinek apját (Azog – lásd A Gyűrűk Ura függelékét) Dain megölte Moriában. De nem Bolg apját, hanem a Gandalf által megölt ork főnököt jöttek megbosszulni, természetesen a kincs megszerzésén kívül. Seregüket régóta szervezték északi székvárosuk, Gundabad nagy hegye alatt, Észak-Középfölde legkomolyabb ork-haderejét, nagyobbat még az emberek, törpök és tündék egyesült erőinél is. Utóbbiak azonban némileg kedvezőbb helyzetben vannak.
Megkezdődik az Öt Sereg Csatája (Dain törpjei, a tündék csapatai, Esgaroth emberei, másik oldalról az orkok és a vargok), melyben a támadás első hullámát a tündék és Dáin törpjei szétverik, azonban egy nagy csapat ork megmássza a hegy túloldalát, és fentről támad a védőkre. Hamarosan, míg Thorin törpjei kirontanak búvóhelyükről és csatlakoznak Dain csapataihoz, sarokba szorítják a tündéket és az esgarothiakat, pusztulásuk elkerülhetetlennek látszik. A csatát azonban a Sasok Ura, illetve a sebezhetetlennek tűnő medve alakjában érkező Beorn megérkező erősítése megfordítja. Szétkergetik a denevérsereget, mely szárnyaival eltakarja a napot nem bíró orkok szeme elől a fényt, hogy tudjanak harcolni; magukat az orkokat is pusztítják. Számítások szerint az északi orksereg háromnegyed része ottpusztul. Észak-Középfölde hosszú időre (egészen a Gyűrűháború idejéig) virágzóvá és viszonylagosan biztonságossá válik. Bár az emberek, törpök és tündék is sok embert vesztenek. Bilbó számára a legfájóbb veszteség (csak a következő fejezetben derül ki) Thorin halála, és a két fiatal törpé, Filié és Kilié, akik pajzsukkal és testükkel hiába védelmezik nagybátyjukat. A dárdákkal átszúrt, félholt törp uraságot Beorn menti ki a wargok és manók gyilkos kezei közül.

## A visszatérés
Bilbót szíve a tündékhez húzza, akárcsak Gandalfot. A notórius pacifista tolvajlási szakember ujjára húzott gyűrűvel, láthatatlan állapotban vészeli át az öldöklést, bár azt elhatározza, hogy ha az orkok elérik a tündérkirályt, maga is kirántja majd a Fullánkot. Erre szerencsére nem volt szükség.
A csata sok áldozattal járt, Gandalf ugyancsak megsebesült, de szomorú hírrel keresi fel a látható állapotba visszakerült Bilbót: a haldokló Thorin hívatja. A törp úr megbánja dühös szavait (például „patkányok ivadéka”), a hobbittal kibékülnek, barátságban válnak el. Még a tündekirály is visszaadja tisztelete jeléül a törpöknek az Orcristot, amit a fogságban vett el tőlük (ettől kezdve a kard villogott, valahányszor a Hegyhez bárki ellenséges szándékkal közeledett).
Thorin halála után Daint a törpök a Hegymély királyává választják, és tündékhez, emberekhez, babókhoz is bőkezűbbnek bizonyul, mint Thorin a csata előtt, bár a haldokló Thorin végakaratát teljesíti. Dain ragaszkodik hozzá, hogy Bilbó mégis megkapja nagyjából a maga eredeti részét (azért nagyjából, mert a sok jelentkező és a Tóváros pusztulása óta bekövetkezett események miatt szó sem lehet arról, hogy a kincset az eredeti elképzeléseknek megfelelően osszák el); de Bilbó csak két kis ládikát fogad el, az egyik színültig telt arannyal, a másik ezüsttel.
Bard az újjáépített és sokáig virágzó Völgyváros királya lesz, Tóváros Ura viszont csúnya véget ér (ld. itt.), helyette újat és bölcsebbet választanak. Beorn az erdő és a Hegy közti vadvidék és az ott letelepedő emberek (beorningok) ura lesz, Bilbó pedig Gandalf társaságában hazatér.
Néhány évvel később a sasok, és Beorn teljesen megtisztították a Ködhegység alagútjait a manóktól, így járhatóak lettek a hágók.

## Az utolsó útszakasz
Gandalf társaságában hazafelé tartván Bilbó betér Völgyzugolyba, itt derül ki, hol járt Gandalf egészen az Öt Sereg Csatája előtti napig. A Fehér Tanács tanácskozásán vett részt, akik a tudománynak és a jóra irányuló varázslatnak a mesterei, s közösen elűzték bakacsinerdei otthonából a Feketemágust (Szauront), hozzájárulva, hogy Észak biztonságosabb hely legyen. A trollbarlangba visszatérve a két utazó még a trollok aranyán is megosztozik (amit a Hegy felé vezető útra nem akartak magukkal cipelni). Végül Hobbitfalvára érnek, ahol meghökkentő meglepetés fogadja őket: Bilbót halottnak nyilvánították és házát épp árverezik. Ezt végül sikerül megakadályoznia nagyobb veszteségek nélkül (csak azt sajnálja, hogy származástani, de nem lelki értelemben közeli rokonaitól, Tarisznyádi-Zsákoséktól nem tudja az ezüstkanalait visszaszerezni).
A falu afféle habókosnak tekinti Bilbót eltűnése miatt, ehhez hozzájárul, hogy kapcsolatot tart fenn a tündékkel (elsősorban Elrond házanépével), és időnként verseket szaval, vagy érthetetlen „kalandjairól” mesél. Nekikezd visszaemlékezései megírásának, melynek tervezett címe: Egyszer oda, másszor vissza, egy hobbit vakációja. Életének további folyásáról A Gyűrűk Urában lehet olvasni.

## Magyar kiadások
- John Ronald Reuel Tolkien: A babó. Fordította Szobotka Tibor és Tótfalusi István. Móra Könyvkiadó, Budapest, 1975. ISBN 963-11-0374-9 .
- John Ronald Reuel Tolkien: A hobbit. – „Egyszer oda, aztán vissza”. Szövegkritikai kiadás - szerkesztette Douglas A. Anderson - átdolgozott magyar fordításban. Fordították: Szobotka Tibor, Tótfalusi István és a Magyar Tolkien Társaság (Füzessy Tamás, Ürmössy Zsuzsanna és mások). Ciceró Könyvstúdió, 2006. ISBN 963-539-515-9 .
- John Ronald Reuel Tolkien: A hobbit vagy Oda-vissza. Fordította Gy. Horváth László, a versbetéteket fordította N. Kiss Zsuzsa, illusztrálta Alan Lee. Budapest, Európa, 2006. ISBN 963-07-8162-x
- Charles Dixon és Sean Deming: A hobbit. Illusztrációk: David Wenzel; ford. Lacza Katalin (Képregény Tolkien műve alapján.) Ciceró, Budapest, 2002. ISBN 963-539-379-2